# Alpinia hylandii
Alpinia hylandii är en enhjärtbladig växtart som beskrevs av Rosemary Margaret Smith. Alpinia hylandii ingår i släktet Alpinia och familjen Zingiberaceae. Inga underarter finns listade i Catalogue of Life.